# Polska Formuła Easter Sezon 1985
1985 – jedenasty sezon Polskiej Formuły Easter. Był rozgrywany w ramach WSMP jako klasa 6. Składał się z pięciu eliminacji. Mistrzem został Stefan Banaszak (Promot II).

## Kalendarz wyścigów
| Runda | Data           | Tor    | Pole position | Najszybsze okrążenie | Zwycięzca (kierowcy) | Zwycięzca (zespoły)         |
| ----- | -------------- | ------ | ------------- | -------------------- | -------------------- | --------------------------- |
| 1     | 12 maja        | Poznań | Jerzy Mazur   | ?                    | Jerzy Mazur          | Automobilklub Dolnośląski   |
| 2     | 9 czerwca      | Kielce | Jerzy Mazur   | ?                    | Tomasz Jeromin       | Automobilklub Świętokrzyski |
| 3     | 30 czerwca     | Poznań | Jacek Szmidt  | ?                    | Jerzy Mazur          | Automobilklub Dolnośląski   |
| 4     | 6 października | Poznań | ?             | ?                    | Jiří Mičánek         | ?                           |
| 5     | 6 października | Poznań | ?             | ?                    | Stefan Banaszak      | Automobilklub Szczeciński   |

## Klasyfikacja kierowców
| Legenda oznaczeń w tabelach wyników Wyświetl szablon na nowej stronie | Legenda oznaczeń w tabelach wyników Wyświetl szablon na nowej stronie                                                                     |
| Oznaczenie                                                            | Wyjaśnienie |
| --------------------------------------------------------------------- | --- |
| Złoty                                                                 | Zwycięzca lub mistrzostwo |
| Srebrny                                                               | 2. miejsce lub wicemistrzostwo |
| Brązowy                                                               | 3. miejsce lub II wicemistrzostwo |
| Zielony                                                               | Ukończył, punktował (w klasyfikacji generalnej, gdy zdobył co najmniej jeden punkt na przestrzeni sezonu, poza trzema powyższymi opcjami) |
| Niebieski                                                             | Ukończył, nie punktował (w klasyfikacji generalnej, gdy nie zdobył co najmniej jednego punktu na przestrzeni sezonu)                      |
| Czerwony                                                              | Nie zakwalifikował się (NZ) |
| Czerwony                                                              | Nie prekwalifikował się (NPK) |
| Różowy                                                                | Nie ukończył (NU) |
| Różowy                                                                | Niesklasyfikowany (NS) (w klasyfikacji generalnej, gdy nie został sklasyfikowany w żadnym wyścigu sezonu)                                 |
| Czarny                                                                | Zdyskwalifikowany (DK) |
| Czarny                                                                | Wykluczony (WYK/EX) |
| Biały                                                                 | Nie wystartował (NW) |
| Biały                                                                 | Kontuzjowany (K/INJ) |
| Biały                                                                 | Wyścig odwołany (OD/C) |
| Bez koloru                                                            | Został wycofany (WYC/WD) |
| Bez koloru                                                            | Nie przybył (NP/DNA) |
| Bez koloru                                                            | Nie brał udziału w treningach (NT/DNP) |
| Bez koloru                                                            | Nie został zgłoszony (–) |
| Pogrubienie                                                           | Start z pole position |
| Kursywa                                                               | Najszybsze okrążenie wyścigu |
| †                                                                     | Nie ukończył, ale jego rezultat został zaliczony ze względu na przejechanie więcej niż 90% dystansu wyścigu.                              |
| *                                                                     | Sezon w trakcie |
| 1/2/3                                                                 | Punktowana pozycja w sprincie kwalifikacyjnym                                                                                             |
| Lista systemów punktacji Formuły 1                                    | |

| Poz.                                          | Kierowca              | Zespół                        | POZ | KIE | POZ | POZ | POZ | Punkty |
| --------------------------------------------- | --------------------- | ----------------------------- | --- | --- | --- | --- | --- | ------ |
| 1                                             | Stefan Banaszak       | Automobilklub Szczeciński     | 2   | 2   | 2   | 2   | 1   | 192    |
| 2                                             | Jerzy Mazur           | Automobilklub Dolnośląski     | 1   | 6   | 1   | 4   | 2   | 189    |
| 3                                             | Andrzej Wojciechowski | Automobilklub Śląski          | 11  | 5   | 4   | 3   | 3   | 170    |
| 4                                             | Józef Kiełbania       | Automobilklub Świętokrzyski   | 6   | NU  | 5   | 5   | 5   | 160    |
| 5                                             | Tomasz Szczęsny       | Automobilklub Warszawski      | 5   | 7   | NU  | 15  | 4   | 150    |
| 6                                             | Lech Wojciechowski    | Automobilklub Kaliski         | 4   | 11  | 9   | 10  | -   | 147    |
| 7                                             | Ryszard Plucha        | Automobilklub Warszawski      | 13  | 13  | NU  | 11  | 12  | 132    |
| 8                                             | Marek Obarski         | Automobilklub Wielkopolski    | 15  | 10  | 18  | 12  | 14  | 130    |
| 9                                             | Tomasz Jeromin        | Automobilklub Świętokrzyski   | NU  | 1   | DK  | 8   | 7   | 126    |
| 10                                            | Robert Gajór          | Automobilklub Morski          | -   | 14  | 21  | 14  | 13  | 119    |
| 11                                            | Jacek Szmidt          | Automobilklub Toruński        | 3   | NU  | NU  | 6   | 17  | 111    |
| 12                                            | Piotr Górecki         | Automobilklub Morski          | NU  | 8   | 12  | -   | 9   | 106    |
| 13                                            | Piotr Lenartowicz     | Automobilklub Świętokrzyski   | 17  | NU  | 6   | -   | 11  | 101    |
| 14                                            | Józef Gutmacher       | Automobilklub Śląski          | -   | NU  | 22  | 9   | 10  | 95     |
| 15                                            | Marek Oryński         | Automobilklub Krakowski       | 14  | 12  | 17  | -   | -   | 92     |
| 16                                            | Grzegorz Kamiński     | Automobilklub Toruński        | -   | 16  | 14  | -   | 15  | 90     |
| 17                                            | Zbigniew Pokorski     | Automobilklub Świętokrzyski   | 16  | NU  | NU  | 13  | 19  | 87     |
| 18                                            | Piotr Zaleski         | Automobilklub Morski          | -   | 4   | 3   | -   | -   | 84     |
| 19                                            | Artur Skwarzyński     | Autoklub Rzemieślnik Warszawa | NU  | 3   | NU  | -   | 8   | 80     |
| 20                                            | Mariusz Podkalicki    | Automobilklub Szczeciński     | 8   | NU  | 8   | NU  | -   | 74     |
| 21                                            | Tomasz Sikora         | Automobilklub Kielecki        | 7   | -   | 13  | -   | -   | 70     |
| 22                                            | Hieronim Kochański    | Automobilklub Warszawski      | 12  | 9   | NU  | -   | -   | 69     |
| 23                                            | Ryszard Zygmunt       | Automobilklub Morski          | 10  | NU  | 11  | -   | -   | 69     |
| 24                                            | Witold Witkowski      | Automobilklub Szczeciński     | 9   | NU  | 15  | NU  | -   | 66     |
| 25                                            | Jerzy Mentel          | Automobilklub Śląski          | 18  | -   | -   | 16  | NS  | 57     |
| 26                                            | Stanisław Fiedor      | Automobilklub Krakowski       | NU  | 18  | NU  | NU  | 16  | 56     |
| 27                                            | Andrzej Kuchta        | Automobilklub Świętokrzyski   | -   | -   | -   | 17  | 20  | 53     |
| 28                                            | Dariusz Nowaczyński   | Automobilklub Wielkopolski    | -   | -   | -   | -   | 6   | 39     |
| 29                                            | Janusz Orłowski       | Automobilklub Szczeciński     | -   | -   | NU  | 7   | -   | 39     |
| 30                                            | Eugeniusz Zarzycki    | Autoklub Rzemieślnik Warszawa | -   | NU  | 7   | -   | -   | 38     |
| 31                                            | Andrzej Sumara        | Automobilklub Morski          | NU  | 15  | NS  | -   | -   | 30     |
| 32                                            | Romuald Chałas        | Automobilklub Warszawski      | -   | NU  | 16  | -   | -   | 29     |
| 33                                            | Piotr Śnieg           | Automobilklub Śląski          | -   | 17  | -   | -   | -   | 28     |
| 34                                            | Tomasz Osterloff      | Automobilklub Toruński        | -   | NU  | 19  | NU  | -   | 26     |
| 35                                            | Andrzej Krzywda       | Automobilklub Śląski          | -   | -   | -   | -   | 18  | 26     |
| 36                                            | Marek Głowacki        | Automobilklub Szczeciński     | NU  | NU  | 20  | NU  | -   | 25     |
| DK                                            | Marek Kostikow        | Automobilklub Wielkopolski    | -   | -   | 10  | DK  | NU  | 0 (35) |
| NS                                            | Kazimierz Sołtowski   | Automobilklub Szczeciński     | -   | NU  | -   | -   | -   | 0      |
| NS                                            | Wojciech Skowroński   | Automobilklub Toruński        | -   | -   | -   | NU  | -   | 0      |
| Kierowcy niedopuszczeni do zdobywania punktów |                       |                               |     |     |     |     |     |        |
| NS                                            | Jiří Mičánek          |                               | -   | -   | -   | 1   | -   | 0      |